# Aeroporto WBAS - Wiley Post-Will Rogers Memorial
L'Aeroporto WBAS - Wiley Post-Will Rogers Memorial (IATA: BRW, ICAO: PABR) è l'aeroporto più settentrionale degli Stati Uniti d'America situato in Alaska a Utqiaġvik, nel Mare dei Ciukci. L'aeroporto, intitolato a Will Rogers e Wiley Post e situato a 13 m s.l.m., dispone di un unico terminal passeggeri e di una pista in asfalto con orientamento 8/26 lunga 2.164 metri. È servito solamente da voli operati esclusivamente entro lo Stato dell'Alaska.